# أدولف ليبين
أدولف ليبين (بالألمانية: Adolf Lieben) (و. 1836 – 1914 م) هو كيميائي، وأستاذ جامعي، وصيدلي، وسياسي نمساوي، ولد في فيينا، كان عضوًا في الأكاديمية النمساوية للعلوم، والأكاديمية البافارية للعلوم والعلوم الإنسانية، والأكاديمية البروسية للعلوم، وأكاديمية لينسيان، والأكاديمية الألمانية للعلوم ليوبولدينا، توفي في فيينا، عن عمر يناهز 78 عاماً.

## مناصب
تولى منصب Member of the House of Lords (Austria) ‏ (منذ 1909)
.

## التعليم
تعلم في جامعة فيينا، وتعلم في جامعة هايدلبرغ
.

## جوائز
حصل على جوائز منها:

وسام فرانز جوزيف